# Kilian Fischer
Kilian Fischer, né le 12 octobre 2000 à Miltenberg en Allemagne, est un footballeur allemand évoluant au poste d'arrière droit au VfL Wolfsburg.

## Biographie

### En club
Né à Miltenberg en Allemagne, Kilian Fischer est notamment formé par le TSV 1860 Munich. Il rejoint le Türkgücü Munich en juillet 2019. Le transfert est annoncé le 15 mai 2019. Le 8 juillet 2020 il prolonge son contrat avec le Türkgücü Munich jusqu'en juin 2022.
Le 26 mai 2021, Kilian Fischer rejoint le FC Nuremberg. Il joue son premier match sous ses nouvelles couleurs le 14 août 2021, lors d'une rencontre de championnat face au Fortuna Düsseldorf. Il entre en jeu lors de cette rencontre remportée par son équipe sur le score de deux buts à zéro.
Kilian Fischer rejoint le VfL Wolfsburg à l'été 2022. Le transfert est annoncé le 10 juin 2022 et il signe un contrat courant jusqu'en juin 2027.
Il joue son premier match pour Wolfsburg le 29 octobre 2022, lors d'une rencontre de championnat face au VfL Bochum. Il entre en jeu à la place de Ridle Baku et son équipe s'impose par quatre buts à zéro.

### En sélection
En mars 2022, Kilian Fischer est convoqué pour la première fois avec l'équipe d'Allemagne espoirs. Le 29 mars 2022, il fait ses débuts avec les espoirs face à Israël. Il entre en jeu à la place de Noah Katterbach et son équipe l'emporte par un but à zéro.

### Style de jeu
Kilian Fischer est un arrière droit décrit comme un joueur agressif, dynamique et porté vers l'avant. Il est également polyvalent, puisqu'il a joué aux postes de milieu central, milieu défensif et arrière gauche dans sa carrière.